# كازانوفا لوناتي
كازانوفا لوناتي (بالإيطالية: Casanova Lonati)‏ هي بلدة تقع في مقاطعة بافيا بإقليم لومبارديا في شمال إيطاليا. تبلغ مساحة هذه المدينة 4.6 (كم²)، وترتفع عن سطح البحر م، بلغ عدد سكانها 455 نسمة في عام 2004 حسب إحصاء المعهد الوطني للإحصاء.

## السكان
في سنة 1861 بلغ عدد السكان 553 نسمة، وتطور العدد ليصل في سنة 2011 لـ 483 نسمة.
يظهر هذا المخطط البياني تطور النمو السكاني لـ كازانوفا لوناتي